# Miracolo eucaristico di Sokółka

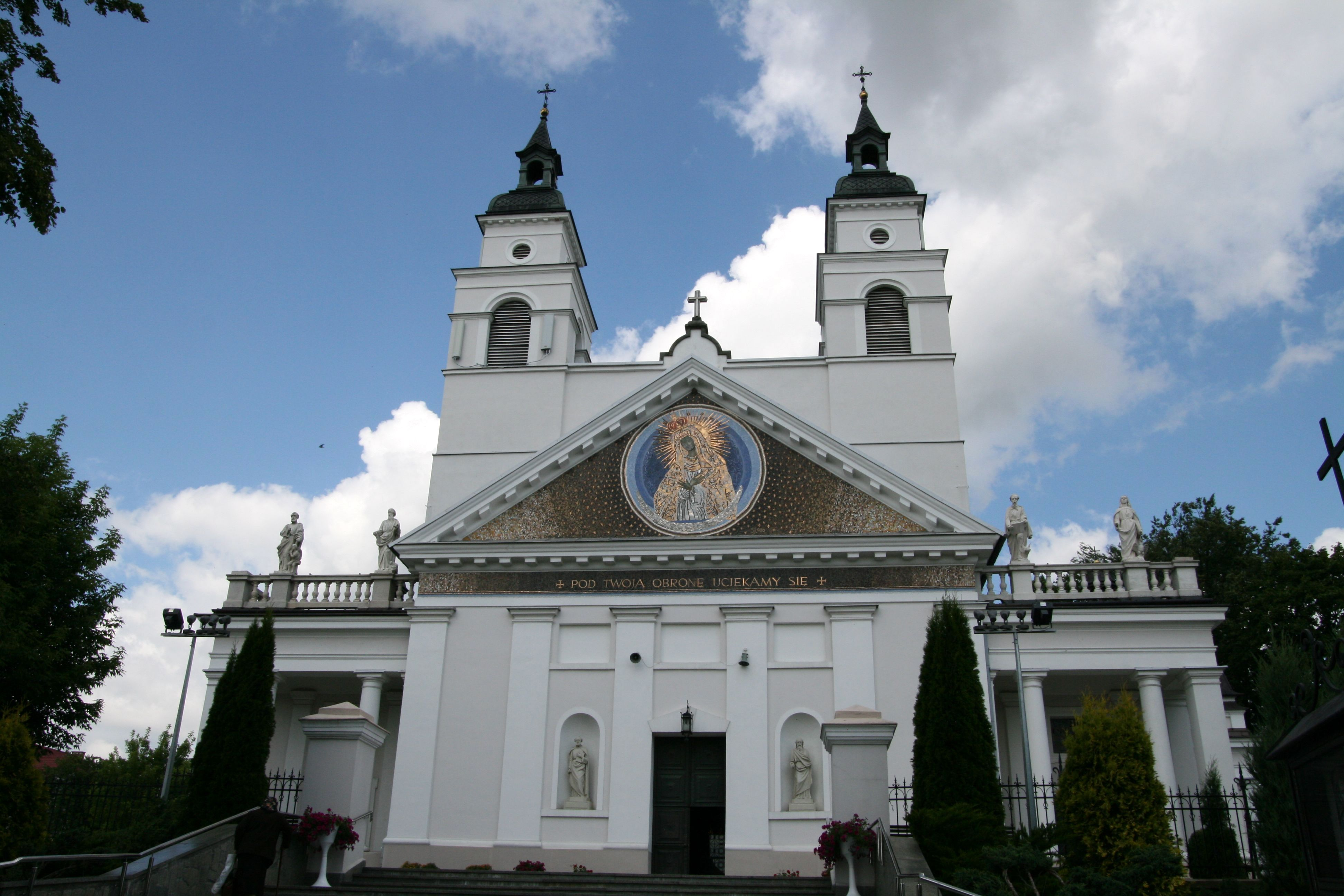
Chiesa di sant'Antonio a Sokółka

Il miracolo eucaristico di Sokółka è un fatto accaduto nell'omonima città, in Polonia, nel 2008: un'ostia consacrata, caduta a terra durante la messa, dopo essere stata recuperata si sarebbe trasfigurata parzialmente in tessuto miocardico di tipo umano. Alcune analisi scientifiche avrebbero confermato l'evento.

## Storia
Nella città polacca di Sokółka, nella Polonia nord-orientale, quasi al confine con la Bielorussia, nella chiesa dedicata a sant'Antonio di Padova, durante la messa domenicale del 12 ottobre 2008 un'ostia consacrata cadde accidentalmente a terra: dopo essere stata recuperata dal celebrante, don Filip Zdrodowski, fu posta nell'acquamanile (contenente l'acqua per il lavaggio delle dita dopo la distribuzione della comunione), come è consuetudine in questi casi. Al termine della messa, suor Julia Dubowska ripose il tutto in cassaforte.
Domenica 19 ottobre la suora riaprì la cassaforte e notò che, al centro dell'ostia quasi sciolta, si era formato come un coagulo rosso, simile a sangue. L'arcivescovo di Białystok, mons. Edward Ozorowski, interpellato dal parroco, lo invitò a prelevare l'ostia residua, insieme al coagulo, e a porla su un corporale bianco che venne chiuso nel tabernacolo.

## Gli esami
Mons. Ozorowski decise di sottoporre il tutto a indagini scientifiche, affidandole a due esperti dell'università di Białystok, il prof. Stanisław Sulkowski e la prof.ssa Maria Elżbieta Sobaniec-Łotowska, entrambi anatomopatologi. Il 7 gennaio 2009 fu aperto il tabernacolo e la prof.ssa Sobaniec-Łotowska prelevò una piccola porzione del materiale, che divise con il prof. Sulkowski.
Gli esami, effettuati separatamente dai due esperti sia con il microscopio ottico sia con quello elettronico, fornirono i seguenti risultati:
- La parte modificata si presenta come tessuto miocardico.
- Sono presenti nelle fibre segni di sofferenza, come segmentazione e frammentazione, tipiche di un organismo vivente in prossimità della morte cioè viventi non ancora morte ovvero in agonia.
- Le fibre miocardiche e la struttura del pane azzimo sono legati in modo scientificamente inspiegabile.
- Nonostante il lungo tempo trascorso prima nell'acqua e poi all'aria, sono tutt'ora assenti, sia nelle fibre miocardiche sia nel pane, segni di corruzione o di degradazione, pure in assenza di conservanti a distanza di anni dal fenomeno.[2]

## Le conclusioni delle autorità ecclesiastiche
Dopo le indagini scientifiche, il 30 marzo 2009 la diocesi di Białystok istituì una commissione ecclesiastica per investigare su quanto accaduto. Le conclusioni furono le seguenti:
- Il materiale esaminato è lo stesso di cui si era occupata suor Julia Dubowska dal 12 ottobre 2008, e non vengono considerati possibili l'intervento o la manomissione di terzi.
- Il 14 ottobre 2009, il Rettore dell'arcivescovado di Białystok dichiara che "l'evento di Sokółka non si oppone, ma anzi conferma, la fede della Chiesa", e riconosce ai fedeli la possibilità di adorare la reliquia.

Il 2 ottobre 2011 l'ostensorio contenente il corporale, i frammenti di ostia e il tessuto viene trasferito solennemente, alla presenza di 35.000 fedeli, nella cappella della Madonna del Rosario che si trova nella chiesa parrocchiale, dove viene esposto per l'adorazione insieme a un ostensorio con il Santissimo Sacramento. Sono numerosi i fedeli che ogni giorno si recano in pellegrinaggio, e sono segnalate molte guarigioni fisiche e spirituali.

## Le polemiche
Pur essendo la Polonia una nazione a maggioranza cattolica, non sono mancate polemiche per la vicenda di Sokółka. Le prime reazioni negative vennero dal direttore dell'università di Białystok, prof. Lech Chyczewski, il quale criticò i due ricercatori perché le loro indagini sarebbero state "illegali", nonostante fossero state richieste dalla Curia di Białystok. 
Nell'ottobre 2009, in un'intervista sul giornale Super Express, il prof. Paweł Grzesiowski, dell'Istituto nazionale di Igiene e Profilassi di Varsavia, attribuì i fenomeni all'azione della Serratia marcescens, un batterio che produce un pigmento di colore rosso-arancio, chiamato "prodigiosina", che simula la comparsa di sangue su pane o altre sostanze ricche di amido, anche il Cicap sulla sua rivista di Query ha ipotizzato questa possibile spiegazione scientifica del fenomeno. Ma la spiegazione non è sostenibile in questo caso, perché il materiale è stato esaminato al microscopio, dove una popolazione batterica non può essere confusa con un tessuto muscolare cardiaco. Inoltre le contaminazioni batteriche scompaiono nel tempo, mentre le reliquie di Sokółka sono da anni invariate, senza conservanti che, tra l'altro, sono nemici dei batteri.
Altre critiche vennero dall'Associazione Razionalista Polacca, la cui presidentessa, dott.ssa Małgorzata Lesniak, scrisse il 1º ottobre 2009 una lettera pubblica di denuncia al Procuratore distrettuale di Sokółka, affermando:
- Provenendo il tessuto cardiaco in questione da un cadavere umano, si configura il reato di profanazione di resti umani (Articolo 262§1 del codice penale polacco).
- Finché non viene chiarita l'origine del tessuto, non si può escludere l'ipotesi di omicidio.
- Se il materiale fosse stato trafugato durante un'autopsia, non si può escludere il rischio epidemiologico, per la possibile contaminazione di alimenti destinati al consumo dei cittadini durante le funzioni religiose.
- Costituisce reato anche l'omissione di indagini da parte delle autorità competenti.

Le accuse non hanno trovato un seguito presso la Procura di Sokółka.